# 田付川
田付川（たづきかわ）は、福島県に源流を持つ一級河川で、一級水系、阿賀野川水系に属する。

## 概要
福島県会津地方北部の飯豊山地を水源とし、同県喜多方市を流れ、河沼郡会津坂下町青木付近で阿賀川に合流する。喜多方市北東部に扇状地を形成しており、下流では式部川や樒川の呼称が存在している。
本河川は、喜多方市の岩月地区、中心部、豊川地区、塩川地区を縦貫するように流れ、国道121号、国道459号、福島県道16号喜多方西会津線、福島県道21号喜多方会津坂下線、福島県道61号塩川山都線などの道路の橋梁が架かる。加えて、東日本旅客鉄道（JR東日本）磐越西線も会津豊川駅 - 喜多方駅間で本河川を渡っている。本河川の喜多方市街地より上流の谷では、三島通庸により開削された、大峠を経由する会津三方道路が沿っている。その後に開通した国道121号のバイパス道路、大峠道路は本河川に沿っておらず、押切川などに近い経路を取る。
本河川においては、洪水による被害の発生を受けて、1981年度より、福島県による総合流域防災事業（延長5770m）が実施されている。

## 本河川に架かる橋梁
- 眼鏡橋（国道121号、現在通行止め）
- 大橋（国道121号）
- 樒橋（しきみ橋、国道459号）
- 月見橋
  - 全長：45.5m
    - 主径間：22.350m

  - 幅員：14.773m
  - 形式：2径間PC連続ポステン中空床版橋
  - 竣工：1997年度

喜多方市中川原に位置し、喜多方市道緑町通り線を通す。1996年の水害で旧橋梁が落橋したため1997年度より架替が行われた。橋名の由来は竹久夢二がこの橋から綺麗な月を見たことからであり、親柱は月をイメージして形作られている。
- 幸橋（喜多方市道）
- 田付川橋梁（JR東日本磐越西線）
- 高吉橋
- 加登橋
  - 全長：40.650m
    - 主径間：19.650m

  - 幅員：7.0m
  - 形式：2径間単純PCプレテンT桁橋
  - 竣工：1988年度

喜多方市塩川町大田木に位置し、喜多方市道新尾田広瀬線を通す。田付川最下流に位置する橋梁である。旧橋は1964年に架けられた全長38.4m、幅員3.0mの木橋であり、老朽化が進んでいることから市町村道整備事業により架替が行われた。総工費は1億9100万円。